# وعراج (حبيش)

تعديل مصدري - تعديل

وعراج محلة تابعة لقرية السر، التابعة لعزلة جبل خضراء بمديرية حبيش إحدى مديريات محافظة إب في الجمهورية اليمنية، بلغ تعداد سكانها 75 حسب تعداد اليمن لعام 2004.